# Bela Vista
Bela Vista là một đô thị thuộc bang Mato Grosso do Sul, Brasil. Đô thị này có diện tích 4895,543 km², dân số năm 2007 là 22912 người, mật độ 4,68 người/km².